# Kelvin Amian
Kelvin Amian Adou, född 8 februari 1998, är en fransk fotbollsspelare som spelar för Nantes.

## Karriär
Amian debuterade för Toulouse i Ligue 1 den 14 augusti 2016 i en 0–0-match mot Olympique de Marseille.
Den 23 juli 2021 värvades Amian av Serie A-klubben Spezia, där han skrev på ett femårskontrakt. Den 25 januari 2024 värvades Amian av Nantes, där han skrev på ett 4,5-årskontrakt.